# Paul Oscar
Páll Óskar Hjálmtýsson, mer känd under artistnamnen Paul Oscar och Páll Óskar, född 16 mars 1970 i Reykjavik, är en isländsk sångare, låtskrivare och discjockey.
Paul Oscar representerade Island i Eurovision Song Contest 1997 med låten "Minn hinsti dans" som slutade på 20:e plats. Flest poäng fick bidraget från det svenska telefonrösterna, svenskarna hade Island på en tredje plats efter vinnaren Storbritannien och tvåan Irland.

## Diskografi

### Album
- 1993 – Stuð
- 1994 – Milljón Á Mann (med Milljónamæringarnir)
- 1995 – Palli
- 1996 – Seif
- 1998 – Stereo (med Casino)
- 1999 – Deep Inside
- 2007 – Allt Fyrir Ástina
- 2011 – Páll Óskar & Sinfó
- 2017 – Kristalsplatan